# Autreville-sur-Moselle
Autreville-sur-Moselle – miejscowość i gmina we Francji, w regionie Grand Est, w departamencie Meurthe i Mozela.
Według danych na rok 1990 gminę zamieszkiwały 264 osoby, a gęstość zaludnienia wynosiła 59 osób/km² (wśród 2335 gmin Lotaryngii Autreville-sur-Moselle plasuje się na 784. miejscu pod względem liczby ludności, natomiast pod względem powierzchni na miejscu 1057.).